# Дюфер (Орегон)
Дюфер (англ. Dufur) — місто (англ. city) в США, в окрузі Васко штату Орегон. Населення — 632 особи (2020).

## Географія
Дюфер розташований за координатами 45°27′11″ пн. ш. 121°7′44″ зх. д. / 45.45306° пн. ш. 121.12889° зх. д. (45.453079, -121.128917).  За даними Бюро перепису населення США в 2010 році місто мало площу 1,51 км², уся площа — суходіл.

### Клімат
| Клімат : Дюфер          | Клімат : Дюфер | Клімат : Дюфер | Клімат : Дюфер | Клімат : Дюфер | Клімат : Дюфер | Клімат : Дюфер | Клімат : Дюфер | Клімат : Дюфер | Клімат : Дюфер | Клімат : Дюфер | Клімат : Дюфер | Клімат : Дюфер | Клімат : Дюфер |
| Показник                | Січ.           | Лют.           | Бер.           | Квіт.          | Трав.          | Черв.          | Лип.           | Серп.          | Вер.           | Жовт.          | Лист.          | Груд.          | Рік            |
| Абсолютний максимум, °C | 21,1           | 22,8           | 26,7           | 32,2           | 39,4           | 41,1           | 43,3           | 42,8           | 39,4           | 33,3           | 23,9           | 19,4           | 43,3           |
| Середній максимум, °C   | 4,2            | 7,8            | 12,4           | 16,7           | 21,3           | 25,2           | 29,9           | 29,4           | 25,0           | 17,7           | 9,2            | 4,7            | 16,9           |
| Середній мінімум, °C    | −4,6           | −2,7           | −0,6           | 1,3            | 4,2            | 7,1            | 9,3            | 9,1            | 6,3            | 2,4            | −1             | −3,4           | 2,3            |
| Абсолютний мінімум, °C  | −32,2          | −33,3          | −15            | −8,9           | −12,2          | −5             | −0,6           | 0,0            | −8,3           | −13,3          | −24,4          | −31,7          | −33,3          |
| Норма опадів, мм        | 51             | 36             | 28             | 21             | 22             | 17             | 6              | 7              | 15             | 23             | 46             | 53             | 324            |
| Днів з опадами          | 12             | 10             | 9              | 7              | 6              | 5              | 2              | 2              | 4              | 7              | 11             | 12             | 87,0           |
| ----------------------- | -------------- | -------------- | -------------- | -------------- | -------------- | -------------- | -------------- | -------------- | -------------- | -------------- | -------------- | -------------- | -------------- |
| Джерело:                |                |                |                |                |                |                |                |                |                |                |                |                |                |

## Демографія
Згідно з переписом 2010 року, у місті мешкали 604 особи в 244 домогосподарствах у складі 163 родин. Густота населення становила 400 осіб/км².  Було 263 помешкання (174/км²).
Расовий склад населення:
| - 94,5 % — білих - 1,7 % — корінних американців - 0,2 % — вихідців з тихоокеанських островів - 0,2 % — азіатів - 1,3 % — осіб інших рас |

До двох чи більше рас належало 2,2 %. Частка іспаномовних становила 1,5 % від усіх жителів.
За віковим діапазоном населення розподілялося таким чином: 26,2 % — особи молодші 18 років, 53,3 % — особи у віці 18—64 років, 20,5 % — особи у віці 65 років та старші. Медіана віку мешканця становила 42,6 року. На 100 осіб жіночої статі у місті припадало 100,7 чоловіків;  на 100 жінок у віці від 18 років та старших — 97,3 чоловіків також старших 18 років.
Середній дохід на одне домашнє господарство  становив 60 046 доларів США (медіана — 45 547), а середній дохід на одну сім'ю — 71 944 долари (медіана — 65 556). Медіана доходів становила 37 639 доларів для чоловіків та 45 417 доларів для жінок. За межею бідності перебувало 1,3 % осіб, у тому числі 0,0 % дітей у віці до 18 років та 6,7 % осіб у віці 65 років та старших.
Цивільне працевлаштоване населення становило 272 особи. Основні галузі зайнятості: освіта, охорона здоров'я та соціальна допомога — 28,3 %, роздрібна торгівля — 25,4 %, будівництво — 11,4 %, транспорт — 6,6 %.